# É o Tchan na Selva
É o Tchan na Selva é um álbum de estúdio do grupo musical de pagode baiano É o Tchan!, lançado em 1999. Vendeu 1,2 milhões de cópias e foi certificado com disco de platina triplo pela ABPD

## Faixas
| N.º | Título                                                | Duração |  |
| 1.  | "Tchan na Selva"                                      | 4:00    |  |
| 2.  | "Abelha"                                              | 3:25    |  |
| 3.  | "Abra Cadabra"                                        | 3:46    |  |
| 4.  | "Flintstchans"                                        | 3:18    |  |
| 5.  | "Festa do Passa Mão"                                  | 3:22    |  |
| 6.  | "Quebradeira"                                         | 3:34    |  |
| 7.  | "Lamba Tchan"                                         | 3:44    |  |
| 8.  | "Trim, Trim"                                          | 2:56    |  |
| 9.  | "Jeitinho Manhoso"                                    | 3:27    |  |
| 10. | "Pot-Pourri: Tá Legal / Dançando Ligeirinho"          | 3:46    |  |
| 11. | "Pot-Pourri: A Cancela / Minha Guia Azul / Mentirosa" | 3:51    |  |
| 12. | "Samba Sertchanejo (part. Rionegro & Solimões)"       | 3:23    |  |
| 13. | "Pot-Pourri: Maria Sambadeira / Swingueira"           | 3:23    |  |
| 14. | "Papo Quente"                                         | 3:17    |  |
| 15. | "Tchan é Bala"                                        | 3:17    |  |
| 16. | "Tchan do Amor"                                       | 3:30    |  |

## Vendas e certificações
| País          | Certificação | Vendas   |
| ------------- | ------------ | -------- |
| Brasil - ABPD | 3× Platina   | 750,000+ |